# Metaleptyphantes familiaris
Metaleptyphantes familiaris là một loài nhện trong họ Linyphiidae.
Loài này thuộc chi Metaleptyphantes. Metaleptyphantes familiaris được Rudy Jocqué miêu tả năm 1984.